# Ernst Plenio
Ernst Rudolf Plenio (* 10. Juli 1860 in  Lyck, Masuren; † 25. Juli 1919 in  Burgsteinfurt) war ein deutscher Verwaltungsjurist.
Plenio studierte an der Universität Leipzig Rechtswissenschaft und wurde 1879 im Corps Guestphalia Leipzig aktiv. Nach den Examen trat er in die innere Verwaltung des Königreichs Preußen. Als Regierungsassessor kam er zur  Regierung in Hildesheim. Am 26. Juli 1892 wurde er kommissarisch, am 3. Juli 1893 endgültig zum Landrat im Kreis Steinfurt ernannt. Von 1911 bis 1919 war er als Vertreter der Konservativen (freikonservativ) im Wahlkreis Steinfurt Abgeordneter des Provinziallandtags der Provinz Westfalen. Nach 27 Jahren starb er als Geh. Regierungsrat mit 58 Jahren im Amt.